# قرار مجلس الأمن التابع للأمم المتحدة رقم 1930
قرار مجلس الأمن التابع للأمم المتحدة رقم 1930، المعتمد في 15 يونيو 2010، بعد إعادة التأكيد على جميع القرارات المتعلقة بالوضع في قبرص، ولا سيما القرار 1251 (1999)، مدد المجلس ولاية قوة الأمم المتحدة لحفظ السلام في قبرص لستة أشهر حتى 15 ديسمبر 2010 بينما كانت المفاوضات جارية لتسوية النزاع على الجزيرة.
تم تبني القرار، الذي قدمته الصين وفرنسا وروسيا والمملكة المتحدة والولايات المتحدة،  بأغلبية 14 صوتًا مقابل صوت واحد ضد من تركيا. وقال المندوب التركي إن القرار 1930، مثل جميع قرارات مجلس الأمن السابقة بتمديد قوة الأمم المتحدة، تمت صياغته كما لو كانت هناك حكومة واحدة فقط في الجزيرة.

## القرار

### أعمال
ورحب القرار بتقدم المفاوضات واحتمال إحراز تقدم في المستقبل القريب نحو التسوية. ودعا في هذا الصدد إلى الاستغلال الكامل للمحادثات التي تدعمها الأمم المتحدة وتنفيذ تدابير بناء الثقة الأخرى على النحو المبين في تقرير الأمين العام. وعلاوة على ذلك، تم استدعاء كلا الجانبين على المشاركة في المشاورات بشأن ترسيم المنطقة العازلة. بدأت المحادثات في عام 2008 بهدف العمل من أجل الثنائية الفيدرالية وثنائية المناطق مع المساواة السياسية.
تم حث القبارصة الأتراك على إعادة الوضع العسكري إلى ما كان عليه في ستروفيليا قبل 30 يونيو 2000. أخيرًا، طُلب من الأمين العام بان كي مون تقديم تقرير بحلول 1 ديسمبر 2010 حول تنفيذ القرار الحالي.